# Jean-Louis Leca
Jean-Louis Leca (Bastia, 21 settembre 1985) è un ex calciatore francese, di ruolo portiere.

## Carriera
Nella stagione 2004-2005 ha debuttato da professionista col Bastia giocando 2 partite in massima serie. Rimane al Bastia anche nelle successive tre stagioni in seconda serie.
Dal 2008 al 2013 è sotto contratto col Valenciennes, col quale gioca una partita in Ligue 1 nella stagione 2009-2010.
Nel 2013 torna al Bastia, militando ancora in massima serie.